# Fred Dambmann
 (janvier 2016).
Si vous disposez d'ouvrages ou d'articles de référence ou si vous connaissez des sites web de qualité traitant du thème abordé ici, merci de compléter l'article en donnant les références utiles à sa vérifiabilité et en les liant à la section « Notes et références ».
Fred Dambmann, dit le Docteur Friedrich, né à Wiesbaden, fut un agent de la propagande radiophonique allemande pendant la Seconde Guerre mondiale.

## Publications
- Un journaliste allemand parle aux travailleurs de France. Éditions Le Pont. 1942.